# Liv eller død - et teknologisk valg
|  | Denne artikel er oprettet af botten PalnaBot ud fra en ekstern database. Den kan derfor have sproglige fejl eller mangler. Denne skabelon kan fjernes efter kontrol af indholdet. |

Liv eller død - et teknologisk valg er en film instrueret af Freddy Tornberg efter manuskript af Freddy Tornberg.

## Handling
Dokumentarfilm om teknologi på hospitaler. Den nye teknologi har åbnet behandlingsmuligheder som få år tilbage syntes umulige. Grænser for liv og død flyttes og mange spørgsmål rejser sig i forbindelse med apparaternes anvendelse